# Környezetvédelmi termékjelek
A környezetvédelmi termékjelek olyan piktogramok, melyek az adott termék összetételének meghatározásával segítik az újrahasznosítás vagy az újrafeldolgozás folyamatát. Megállapítottak ilyen jelöléseket akkumulátorokra, üvegre, fémekre, papírra és műanyagra.
| Embléma                                                      | Kód                      | Leírás                                               | Alkalmazás |
| ------------------------------------------------------------ | ------------------------ | ---------------------------------------------------- | --- |
| Műanyagok (RIC-kódok)                                        |                          |                                                      | |
|                                                              | #1 PET(E)                | Polietilén-tereftalát                                | Poliészter rostok, üdítőspalackok |
|                                                              | #2 PEHD vagy HDPE        | Nagy sűrűségű polietilén                             | Műanyag palackok, műanyag táskák, szemeteszsákok, fautánzat |
|                                                              | #3 PVC                   | PVC                                                  | Ablakkeretek, vegyszeres flakonok, padlók, vízvezetékek |
|                                                              | #4 PELD vagy LDPE        | Alacsony sűrűségű polietilén                         | Műanyag táskák, kosarak, folyékony szappanos flakonok, műanyag csövek |
|                                                              | #5 PP                    | Polipropilén                                         | Lökhárítók, autók belső kárpitozása, ipari rostok, elvihető üdítőspoharak |
|                                                              | #6 PS                    | Polisztirol                                          | Játékok, cserép virágtartók, videokazetták, hamutartók, bőröndök, hűtőtáskák, söröskorsók, boros- és pezsgőspoharak, ételhordók, Styrofoam                                                  |
|                                                              | #7 O (Más)               | Minden más műanyag                                   | Polikarbonát (PC), Poliamid (PA), Sztirol-akrilonitril (SAN), Akril műanyagok (Poliakrilnitril, PAN), bioműanyagok                                                                          |
|                                                              | #9 or #ABS               | Akrilnitril-butadién-sztirol                         | Monitor/TV házak, kávéfőzők, mobiltelefonok, számítógépek legtöbb műanyag eleme |
| Akkumulátor                                                  |                          |                                                      | |
|                                                              | #8 Ólom                  | Ólom-sav akkumulátor                                 | Autóakkumulátorok |
|                                                              | #9 or #19 Alkalin        | Alkalin akkumulátor                                  | |
|                                                              | #10 NiCD                 | Nikkel–kadmium akkumulátor                           | |
|                                                              | #11 NiMH                 | Nikkel-metál-hidrid akkumulátor                      | |
|                                                              | #12 Li                   | Lítium akkumulátor                                   | |
|                                                              | #13 SO(Z)                | Ezüst-oxid akkumulátor                               | |
|                                                              | #14 CZ                   | Cink-szén akkumulátor                                | |
| Papír                                                        |                          |                                                      | |
|                                                              | #20 C PAP (PCB)          | Hullámlemez                                          | Hullámpapír kartondoboz |
|                                                              | #21 PAP                  | Nem hullámlemez jellegű karton                       | Egyéb dobozok |
|                                                              | #22 PAP                  | Papír                                                | Újság, könyvek, magazinok, csomagolópapír, tapéta, papírzacskók, papír szívószálak |
| Fémek                                                        |                          |                                                      | |
|                                                              | #40 FE                   | Acél                                                 | |
| 41-ALU                                                       | #41 ALU                  | Alumínium                                            | |
| Szerves anyagok (50–69)                                      |                          |                                                      | |
|                                                              | #50 FOR                  | Fa                                                   | |
|                                                              | #51 FOR                  | Parafa                                               | Stopper dugók, matracok, építőanyag |
|                                                              | #60 COT                  | Vászon                                               | |
|                                                              | #61 TEX                  | Juta                                                 | |
|                                                              | #62-69 TEX               | Más textilek                                         | |
| Üveg (70–79)                                                 |                          |                                                      | |
|                                                              | #70 GLS                  | Vegyes Üveg                                          | |
|                                                              | #71 GLS                  | Fehér üveg                                           | |
|                                                              | #72 GLS                  | Zöld üveg                                            | |
|                                                              | #73 GLS                  | Sötét válogatott üveg                                | |
|                                                              | #74 GLS                  | Világos válogatott üveg                              | |
|                                                              | #75 GLS                  | Világos ólmozott üveg                                | Televíziók, elektronikai cikkek képernyőiben lévő üveg |
|                                                              | #76 GLS                  | Ólmozott üveg                                        | Régebbi TV-k, hamutartók, régi palackok |
|                                                              | #77 GLS                  | Vegyes réz/Réztartalmú üveg                          | Elektronika, LCD kijelzők, órák, faliórák |
|                                                              | #78 GLS                  | Vegyes ezüst/Ezüsttartalmú üveg                      | Tükrök, formális teríték |
|                                                              | #79 GLS                  | Vegyes arany/Aranytartalmú üveg                      | Monitor szemüveg, formális terítékek |
| Kompozitok (80–99) A „C/” után a fő összetevő jele szerepel. |                          |                                                      | |
|                                                              | #81 PapPet               | Papír + műanyag                                      | csomagolások, állateledel csomagolások, fagyasztott zöldség csomagolása, jégkrémtartók, kartondobozok, eldobható tányérok                                                                   |
|                                                              | #84 C/PAP (or PapAl)     | Papír és karton / Műanyag / Alumínium                | folyékony áru konténerek, Tetra Pak dobozok, gyümölcsitaldobozok, karton italosdobozok, cigarettásdoboz védőfóliája, rágógumi csomagolása, vaktöltények hüvelye, tűzijátékok színezőanyaga, |
|                                                              | #87 Laminált kartonpapír | Lebomló műanyag                                      | laminált anyagok, üdvözlőkártyák, könyvjelzők, névjegykártyák, szórólapok |
|                                                              | #90                      | Műanyag (kis sűrűségű polietilén, LDPE) és alumínium | |

## Lásd még
- Akkumulátor-újrahasznosítás
- Műanyaghulladékok újrahasznosítása

## Külső hivatkozások
- Christie Engineering Standard – Packaging Labeling and Design for Environment Guidelines Több ország termékjellistáit tartalmazza (angolul)
- A BIZOTTSÁG HATÁROZATA (1997. január 28.) a csomagolóanyagok azonosítási rendszerének a csomagolásról és a csomagolási hulladékról szóló, 94/62/EK európai parlamenti és tanácsi irányelv értelmében történő meghatározásáról